# Laosobrium minusculum
Laosobrium minusculum är en skalbaggsart som beskrevs av Holzschuh 2007. Laosobrium minusculum ingår i släktet Laosobrium och familjen långhorningar.
Artens utbredningsområde är Laos. Inga underarter finns listade i Catalogue of Life.